# Monastère de Monte Corona
Le monastère de Monte Corona (monastero dell'Assunta Coronata), ou à l'origine ermitage du Mont-Corona, puis abbaye du Saint-Sauveur, est un monastère catholique situé en Italie à Umbertide, dans l'archidiocèse de Pérouse, à 30 kilomètres d'Assise, en Ombrie. C'est depuis 1990 un des trois monastères de la branche masculine de la Famille monastique de Bethléem.

## Histoire et description
C'est entre 990 et 992 que saint Romuald vient prier dans un ermitage, qu'il place sous le vocable du saint Sauveur, sur le Mont Acuto, à une vingtaine de kilomètres de Pérouse. Les camaldules construisent ici leur monastère en 1008 que saint Pierre Damien dirige en 1050. L'église supérieure est consacrée en 1105 par l'évêque de Gubbio, Giovanni da Lodi (saint Jean de Lodi). Au début du XIIIe siècle, le monastère connaît la décadence et le pape Grégoire IX le confie aux cisterciens. Les moines arrivent de Cîteaux en 1234, mais la région est difficile et il n'est jamais florissant. En 1502, les cisterciens quittent leur abbaye qui est donnée en commende au cardinal d'Urbino qui fait revenir les camaldules quelques années plus tard. L'un d'eux, Paul Giustiniani, désire mener une vie de prières plus austère que ses confrères avec la permission du pape Léon X. Il ceint le monastère de remparts (d'où le nom de Corona) et construit de nouveaux bâtiments monastiques. En 1524, le pape Clément VII reconnaît cette nouvelle communauté religieuse sous le nom de Compagnie des ermites de saint Romuald. Elle obtient la pleine autonomie de la congrégation des camaldules de l'Ordre de saint Benoît en 1529 et essaime. L'ermitage du Mont-Corona est construit à grande échelle en 1530, il va donner son nom à ce nouvel ordre monastique qui est connu comme Congrégation des ermites du Mont-Corona. Ils ont neuf maisons en 2018.
L'ermitage mène son existence de prières et de labeurs austères jusqu'en 1861, lorsque les lois anti-congrégationnistes du tout nouveau royaume d'Italie obligent les ermites à se disperser. Le monastère tombe en ruines pendant plus d'un siècle. Le domaine est partagé entre plusieurs propriétés agricoles.
En 1981, les Sœurs de Bethléem sont invitées par l'archevêque de Pérouse à habiter les lieux et elles commencent à restaurer les ruines. En 1990, elles laissent la place à leur branche masculine fondée en 1976. C'est aujourd'hui le lieu principal de formation des moines novices sous le nom de monastère de l'Assomption-Couronnée (Assunta incoronata).
L'église romane à trois nefs s'élève au-dessus d'une crypte (consacrée à Notre Dame des Grâces) semi-enterrée de cinq nefs à lourds piliers. Le haut clocher octogonal du côté nord, qui servait de tour de défense, surplombe les bâtiments monastiques à trois étages qui couronnent le sommet du mont et dont la façade méridionale domine la vallée. Ils sont peu à peu restaurés depuis le terrible tremblement de terre de 1997. Une quinzaine de maisonnettes (ermitages) avec leur enclos s'étalent au nord et à l'est du domaine en pente avec un panorama de chaîne montagneuse à perte de vue. Les moines vivent de divers travaux dont la fabrication de poteries. Un petit musée d'objets religieux et de pièces archéologiques trouvées dans les environs est installé dans la tour. L'église peut être visitée.

## Illustrations

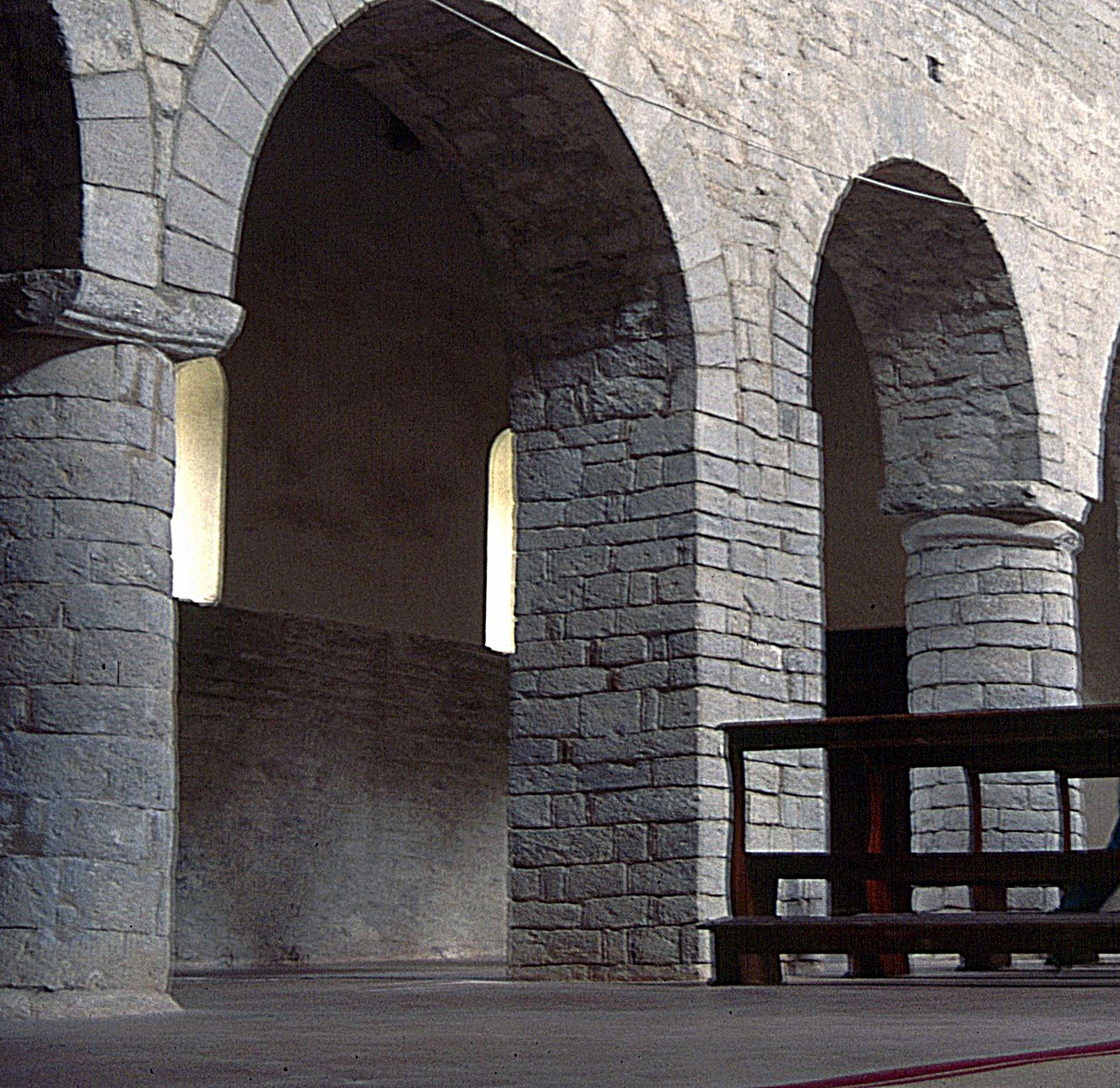
Détail de l'église.
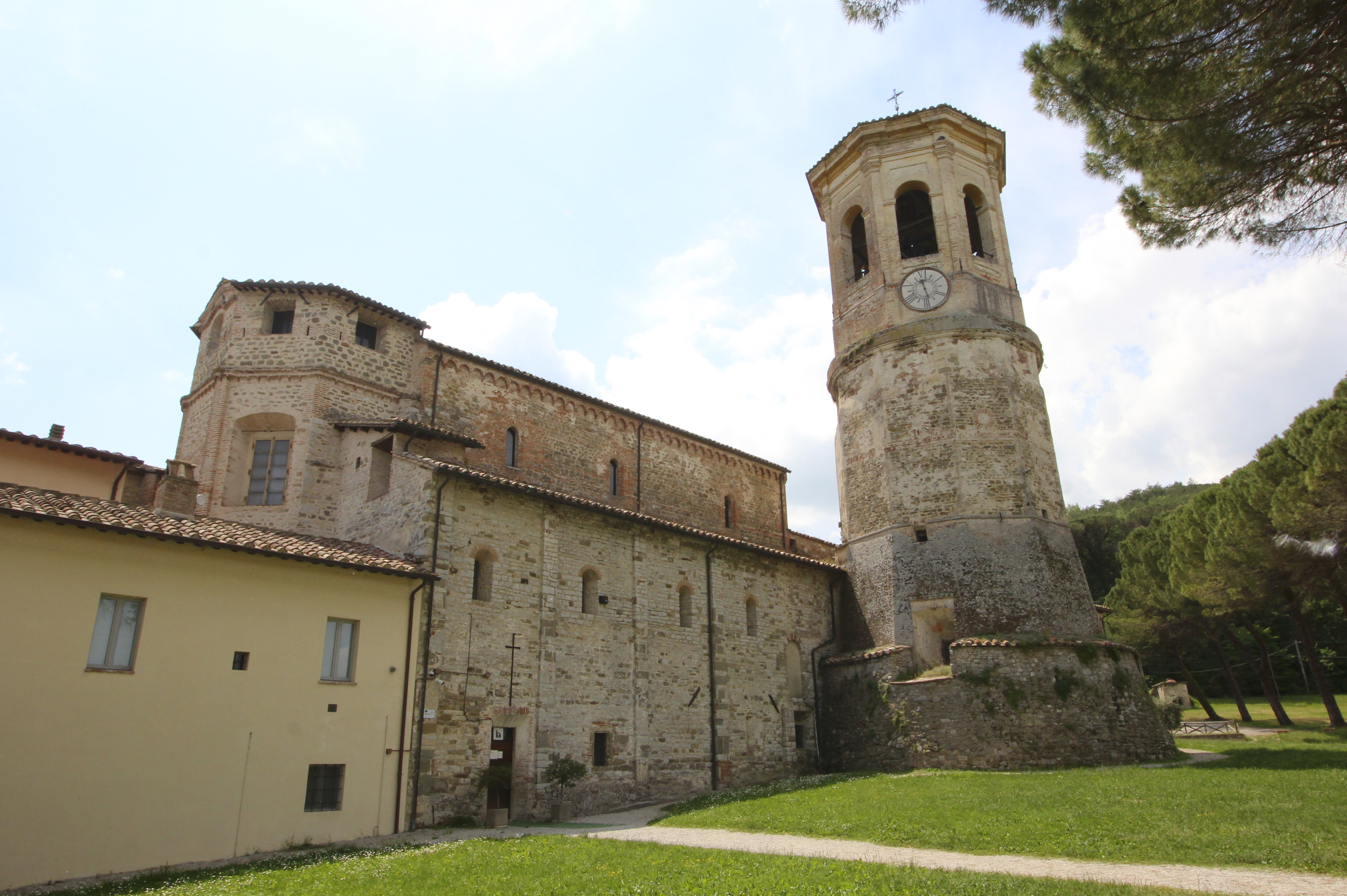
Vue de l'église Saint-Sauveur du monastère avec son clocher.
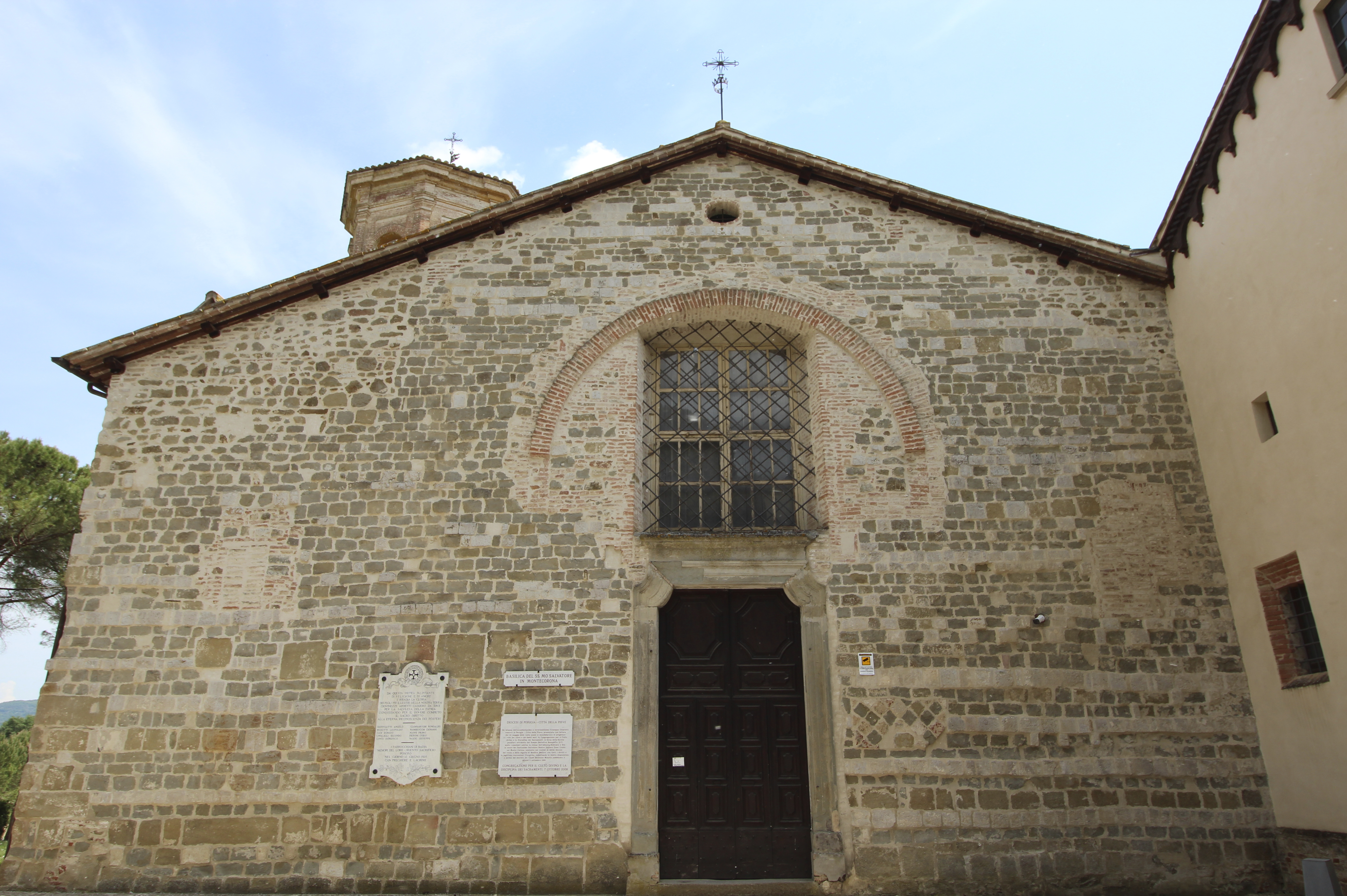
Portail de l'église
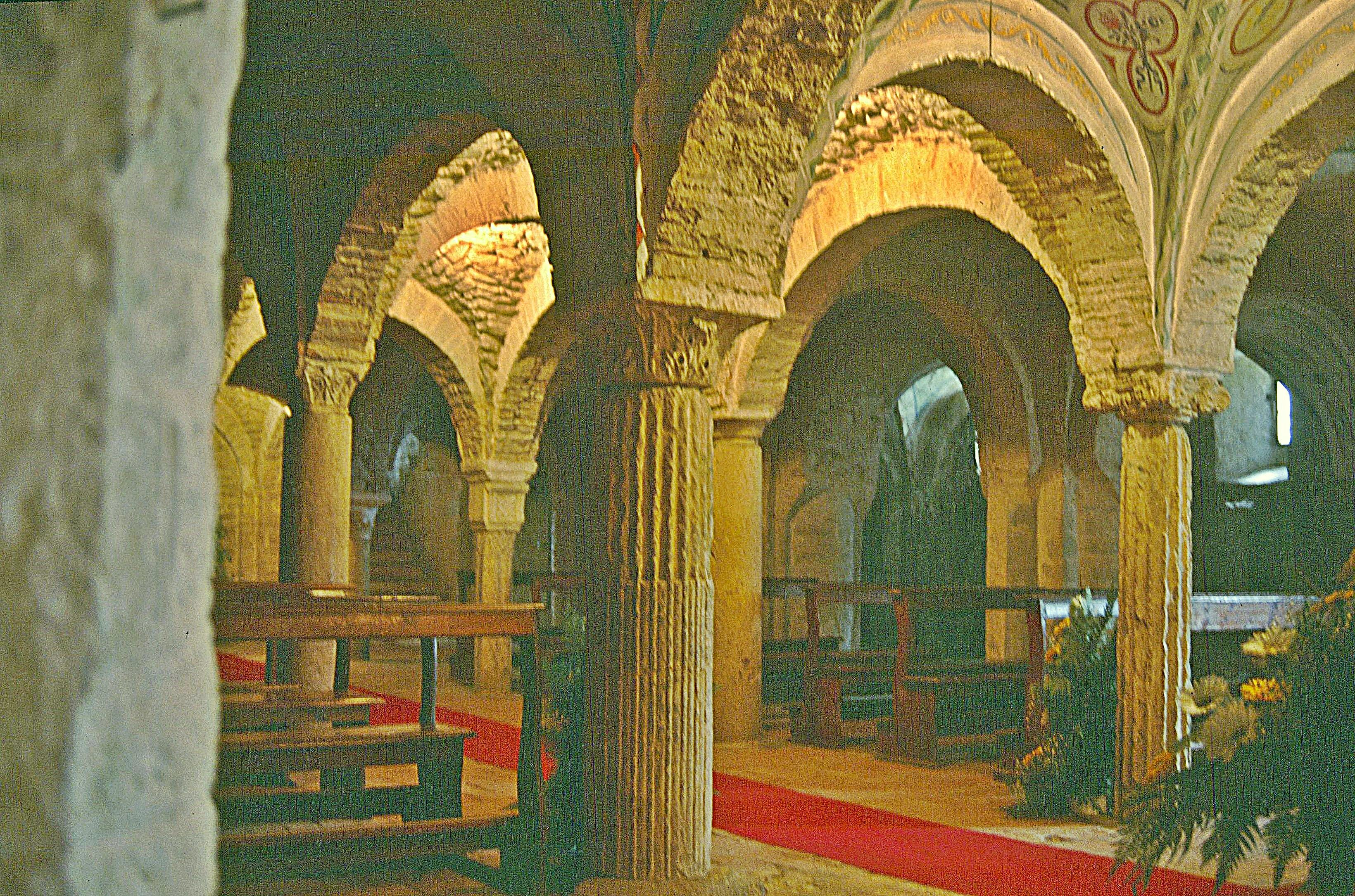
Crypte